# Morti nel 1966/Novembre
| Questa pagina contiene informazioni ricavate automaticamente dalle voci biografiche con l'ausilio del template Bio e di un bot. L'aggiornamento è periodico e automatico e ricostruisce completamente la pagina. Se manca una persona in questa lista, sei pregato di non aggiungerla, ma accertati piuttosto che la sua voce biografica contenga il template Bio e che i dati anagrafici siano correttamente compilati. Se il template Bio manca, inseriscilo tu stesso o, in alternativa, metti l'avviso {{tmp\|Bio}} che ne segnala la mancanza. Se i dati riportati sono sbagliati, correggi direttamente la voce biografica; le modifiche saranno visibili in questa lista entro pochi giorni. Per chiarimenti vedi il progetto biografie. La lista contiene solo le 72 persone che sono citate nell'enciclopedia e per le quali è stato implementato correttamente il template Bio. Pagina aggiornata al 3 mar 2024. |

- 1º novembre - Charles Catterall, pugile sudafricano (n. 1914)
- 1º novembre - Eva Garza, cantante e attrice statunitense (n. 1917)
- 1º novembre - Petar Radaković, calciatore jugoslavo (n. 1937)
- 2 novembre - André Allègre, calciatore francese (n. 1895)
- 2 novembre - Sadao Araki, generale giapponese (n. 1877)
- 2 novembre - Domenico Cavagnari, ammiraglio italiano (n. 1876)
- 2 novembre - Peter Debye, chimico, fisico e cristallografo olandese (n. 1884)
- 2 novembre - Mississippi John Hurt, cantante e chitarrista statunitense (n. 1893)
- 2 novembre - Yasuji Murata, animatore giapponese (n. 1896)
- 3 novembre - Nicola D'Antino, scultore italiano (n. 1880)
- 3 novembre - Magda Donato, giornalista, drammaturga e attrice spagnola (n. 1898)
- 4 novembre - Dietrich von Choltitz, generale tedesco (n. 1894)
- 4 novembre - Maria Donati, attrice italiana (n. 1898)
- 5 novembre - Jules Staudt, pallanuotista lussemburghese (n. 1908)
- 6 novembre - Anton Gino Domeneghini, produttore cinematografico e regista italiano (n. 1897)
- 6 novembre - Nick Gentile, mafioso italiano (n. 1885)
- 6 novembre - Othmar Schmalz, pallanuotista svizzero (n. 1903)
- 6 novembre - Oberdan Vigna, politico italiano (n. 1884)
- 7 novembre - Grigoris Asikis, cantante, compositore e musicista greco (n. 1890)
- 7 novembre - Vincenzo Milillo, politico italiano (n. 1904)
- 7 novembre - Bonifacio Scaltriti, calciatore italiano (n. 1903)
- 8 novembre - Shorty Baker, trombettista statunitense (n. 1914)
- 8 novembre - André Bloc, architetto, scultore e pittore francese (n. 1896)
- 8 novembre - Luigi Fabbri, politico, sindacalista e partigiano italiano (n. 1888)
- 9 novembre - Giuseppe Guadagnini, prefetto e politico italiano (n. 1876)
- 9 novembre - Jisaburō Ozawa, ammiraglio giapponese (n. 1886)
- 10 novembre - Evelyn Sears, tennista statunitense (n. 1875)
- 10 novembre - Sergej Sivko, pugile sovietico (n. 1940)
- 11 novembre - Carl Jonsson, tiratore di fune svedese (n. 1885)
- 11 novembre - Pier Carlo Restagno, banchiere, dirigente d'azienda e politico italiano (n. 1898)
- 12 novembre - Nicola Angelini, politico e avvocato italiano (n. 1895)
- 12 novembre - Don Branson, pilota automobilistico statunitense (n. 1920)
- 12 novembre - Paul Otto Geibel, generale tedesco (n. 1898)
- 12 novembre - Robert Mitchell, pallanuotista britannico (n. 1913)
- 14 novembre - Nikolaj Grigor'evič Ignatov, politico sovietico (n. 1901)
- 14 novembre - Gustavo Marzi, schermidore italiano (n. 1908)
- 14 novembre - Steingrímur Steinþórsson, politico islandese (n. 1883)
- 14 novembre - Zengo Yoshida, ammiraglio giapponese (n. 1885)
- 15 novembre - Dīmitrios Tόfalos, sollevatore greco (n. 1884)
- 16 novembre - Alfred Neuland, sollevatore estone (n. 1895)
- 16 novembre - Menotti Pertici, pittore italiano (n. 1904)
- 16 novembre - Antonio Tani, arcivescovo cattolico italiano (n. 1888)
- 17 novembre - James Jabara, militare e aviatore statunitense (n. 1923)
- 17 novembre - Walden Martin, ciclista su strada statunitense (n. 1891)
- 18 novembre - Violette Nozière, criminale francese (n. 1915)
- 18 novembre - Ermenegildo Zegna, imprenditore e filantropo italiano (n. 1892)
- 19 novembre - Biondo Biondi, giurista italiano (n. 1888)
- 19 novembre - Piero Jahier, scrittore, poeta e traduttore italiano (n. 1884)
- 20 novembre - Franco Marinotti, imprenditore e dirigente d'azienda italiano (n. 1891)
- 21 novembre - Władysław Bortnowski, generale polacco (n. 1891)
- 22 novembre - Émile Drain, attore francese (n. 1890)
- 22 novembre - Giuseppe Fiamingo, sociologo e politico italiano (n. 1875)
- 22 novembre - Ines Viviani Donarelli, violinista e conduttrice radiofonica italiana (n. 1887)
- 23 novembre - Alvin Langdon Coburn, fotografo statunitense (n. 1882)
- 23 novembre - Ettore Fenderl, ingegnere, inventore e filantropo italiano (n. 1862)
- 23 novembre - Einar Nordlie, calciatore norvegese (n. 1896)
- 23 novembre - Seán T. O'Kelly, politico irlandese (n. 1882)
- 23 novembre - Vasilij Markelovič Pronin, regista cinematografico sovietico (n. 1905)
- 24 novembre - Clemente Cassis, imprenditore e pittore italiano (n. 1885)
- 25 novembre - Hans Reidar Holtermann, generale norvegese (n. 1895)
- 25 novembre - Richard Kräusel, botanico tedesco (n. 1890)
- 25 novembre - Karl Felix Wolff, giornalista, scrittore e antropologo austriaco (n. 1879)
- 26 novembre - Siegfried Kracauer, saggista e filosofo tedesco (n. 1889)
- 26 novembre - Venino Naldi, pittore, scultore e ceramista italiano (n. 1928)
- 26 novembre - Albrecht Schubert, generale tedesco (n. 1886)
- 26 novembre - Gallus Steiger, missionario e vescovo cattolico svizzero (n. 1879)
- 27 novembre - Zinovij Alekseevič Peškov, generale e diplomatico francese (n. 1884)
- 28 novembre - Boris Podolsky, fisico russo (n. 1896)
- 28 novembre - Ferenc Szűts, ginnasta ungherese (n. 1891)
- 29 novembre - Rudolf Helm, filologo classico tedesco (n. 1872)
- 30 novembre - Ippolito Ippoliti, calciatore italiano (n. 1921)
- 30 novembre - Ivan Kawaciuk, violinista cecoslovacco (n. 1913)